# Ražanac
Ražanac é um município (Općina) da Croácia localizado no condado de Zadar.